# Ockelbo IF
Ockelbo IF är en idrottsförening från Ockelbo, Gästrikland. Föreningen bildades 1904 och från starten stod gymnastik och fotboll på programmet. Under perioder förekom även cykelsport, skidåkning, bandy, simning, vattenpolo och simhopp. En ishockeysektion tillkom 1952 och den hade vissa framgångar under 1960-talet. Till säsongen 1962/1963 hade man tagit sig upp till Division II där man slutade på nionde plats och flyttades ner igen. Föreningen tog sig tillbaka igen till säsongerna 1964/1965 och 1966/1967. Sedan dess har man inte återupprepat prestationen. När man till slut återkom till Division 2 säsongen 2000/01 var det bara den fjärde högsta divisionen.